# 普拉伊德鄉

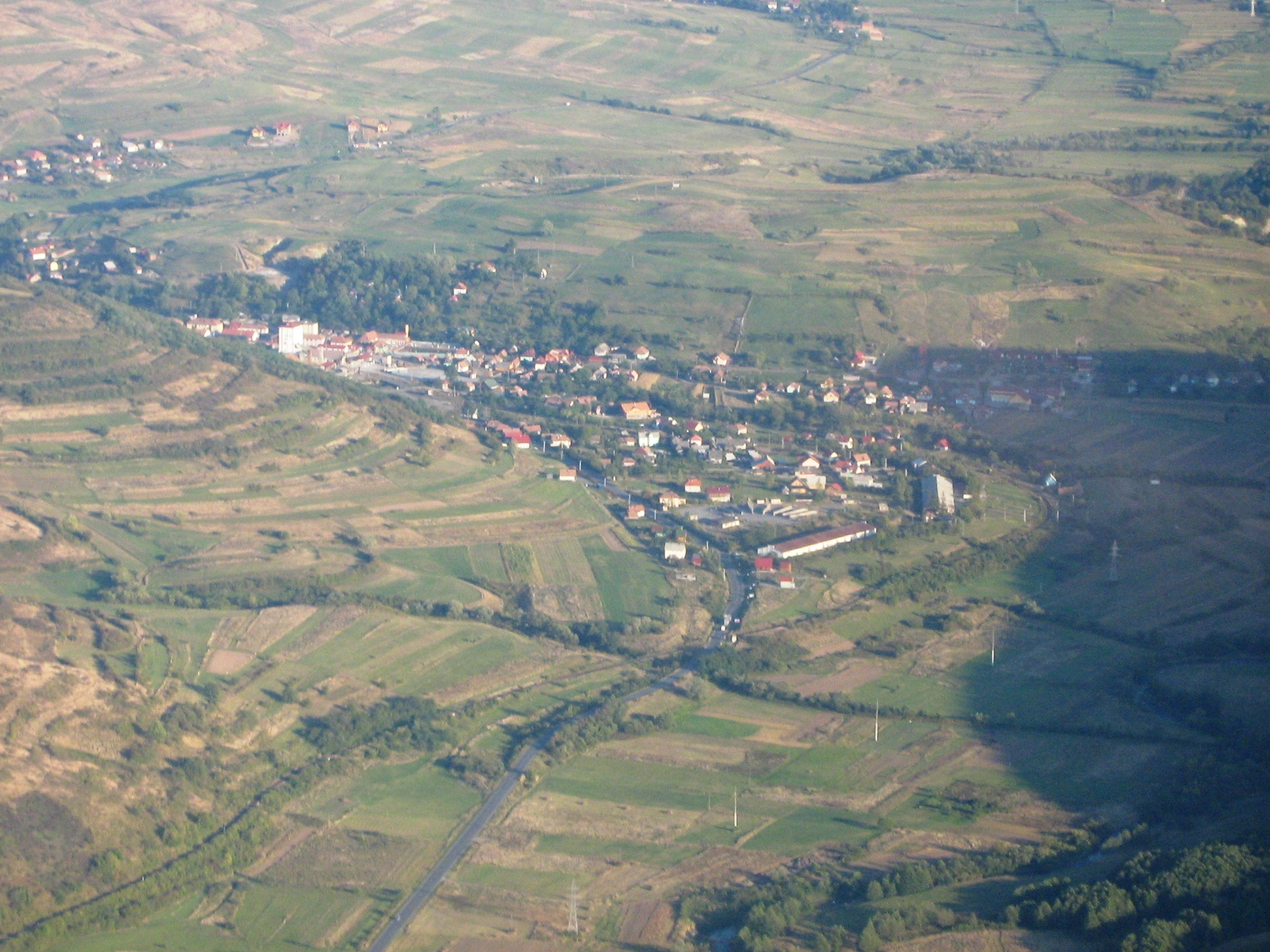

46°33′0″N 25°8′0″E / 46.55000°N 25.13333°E
普拉伊德鄉（羅馬尼亞語：Comuna Praid, Harghita），是羅馬尼亞的鄉份，位於該國中部，由哈爾吉塔縣負責管轄，面積180平方公里，海拔高度659米，2007年人口6,698，人口密度每平方公里37人。